# برنامج الفرسان
برنامج الفرسان (بالإنجليزية: AlFursan) هو برنامج الولاء للمسافرين الدائمين من الناقل الوطني للمملكه العربية السعودية «الخطوط السعودية»، حيث يتمتع أعضاء البرنامج بمزايا حصرية وخدمات متعددة لجعل رحلتهم تجربة لا تنسى. يحق لأعضاء برنامج الفرسان الحصول على خدمات متنوعة من خلال اكتساب أميال المكافآت والتي يمكن استبدالها بتذاكر مكافآت أو لترقية درجة السفر. هذا بالإضافة إلى مجموعة من الامتيازات الخاصة والتي تشمل الدخول لصالات الاستراحات العالمية في المطارات المحلية والدولية، وإنهاء سريع لإجراءات السفر والأولوية في قوائم الانتظار، والعديد من المزايا الأخرى.

الفرسان هو للمسافرين الدائمينمع الخطوط السعودية

## برنامج الفرسان

شعار تحالف سكاي تيم

هو عالم من المزايا الحصرية والمكافآت المميزة للمسافرين الدائمين على متن «السعودية». حيث يتمتع أعضاء برنامج الفرسان بمزايا وخدمات متنوعة: كالحصول على تذاكر المكافآت وترقية درجة السفر وتتعدد الامتيازات لأعضاء الفرسان الفضي (النخبة) وأعضاء الفرسان الذهبي (النخبة بلس) وذلك بالحصول على زيادة مجانية في الأمتعة وأولوية على قوائم الانتظار وإنهاء سريع لإجراءات السفر وغيرها
بانضمام «السعودية» إلى تحالف شركات الطيران «سكاي تيم»، يمكن لأعضاء الفرسان الوصول إلى شبكة واسعة من خطوط الطيران العالمية إلى جانب الحصول على أميال المكافآت واستبدالها عبر شبكة «سكاي تيم».
بالإضافة إلى ذلك، يمكن للاعضاء الاستفادة من مجموعة العروض والمكافآت والحصول على المزيد من الخدمات المختارة من شركاء تحالف «سكاي تيم» ومجموعة متنوعة من شركاء البرنامج التجاريين والتي تتضمن بنوك، وفنادق، وشركات تأجير السيارات، وشركات الاتصالات، ومبيعات التجزئة وغيرها ليحصل عضو الفرسان على خدمات أثناء سفره بالإضافة إلى أميال المكافآت ومزايا إضافية

## مزايا ومنافع برنامج الفرسان
إن عضوية برنامج الفرسان هي بمثابة المكافأة التي يحصل عليها المسافر كلما سافر على متن «السعودية» ومعها يتاح للمسافر الدائم عالم من المزايا الحصرية والمكافآت المتعددة.

### أميال المكافآت
مجموعة الأميال المكتسبة عند السفر مع «السعودية»* أو أي من الخطوط الشريكة في تحالف «سكاي تيم». إضافة إلى إمكانية الحصول عليها من شركاء برنامج الفرسان التجاريين.
ويمكن الاستفادة من أميال المكافآت لاستبدالها بتذاكر سفر مجانية أو ترقية درجة السفروغيرها.
و يمكن زيادة أميال المكافآت بشكل أسرع عند الانتقال إلى المستوى الفضي أو الذهبي أو من خلال السفر على درجتي (الأعمال أو الأولى)، واكتساب المزيد من أميال المكافآت من خلال تسجيل أفراد العائلة في البرنامج، العروض التشجيعية الأخرى من «السعودية»، أو من خلال شركائنا في تحالف «سكاي تيم»، أو شركائنا التجاريين.
وتعتبر أميال مكافآت الفرسان المكتسبة صالحة لمدة ثلاثة أعوام من نهاية العام الميلادي الذي اكتسبت خلاله وفي حال انتهاء صلاحية الأميال لايحق المطالبة باستعادتها.

### أميال تحديد مستوى العضوية
هي مجموع أميال الطيران التي تكتسب من خلال رحلات السفر على متن «السعودية» وشركاء تحالف «سكاي تيم» خلال عاما ميلاديا واحدا (ابتداء من 1 ينانير وحتى 31 ديسمبر)، وهي تعد أحد طرق ترقية مستوى العضوية من الأزرق إلى الفضي (النخبة) ومن الفضي (النخبة) إلى الذهبي (النخبة بلس). وعند الترقية إلى مستوى أعلى كلما حصل الضيف على مزايا وخدمات أكثر.

### الرحلات الدولية لتحديد مستوى العضوية
بامكان المسافر الدائم أيضا ترفيع مستوى العضوية من خلال عدد الرحلات الدولية المحققه عند السفر على متن «السعودية» وشركاء تحالف«سكاي تيم». خلال عام ميلادي واحدا ابتداء من 1 يناير وحتى 31 ديسمبر، بحيث تحتسب في كل عام ميلادي عدد الرحلات المتحققة لعضو الفرسان لترفيع مستوى عضويته.
إن الانتقال من مستوى إلى مستوى أعلى بعضوية الفرسان يعتمد على توفر عدد الأميال المطلوبة في تحديد مستوى العضوية أو عدد الرحلات الدولية المؤهلة مع شركات الطيران.
- يمكن تجميع الأميال عند الطيران مع «السعودية» والشركاء في تحالف «سكاي تيم» فقط على الرحلات المؤهلة.

## عضوية العائلة
يقدم برنامج العائلة من الفرسان بعدا جديدا في اكتساب المزيد من أميال المكافآت. بإمكان عضو برنامج الفرسان ترشيح 8 أفراد من عائلتك في سجل عضويتك والذي يتضمن الزوجة والأبناء من عمر سنتين فما فوق والوالدين بالإضافة إلى السائق الخاص والعاملة المنزلية ممن هم تحت كفالة العضو. وسيحصل كل واحد منهم على بطاقة عضوية خاصة ليتمتعوا بمزايا وفوائد برنامج الفرسان.

### استبدال أميال المكافآت
إن أميال المكافآت التي يحصل عليها أفراد العائلة في عضوية الفرسان تسجل في رصيد العضو الأساسي في الفرسان ويمكن استبدالها بمكافآت الفرسان بنفس شروط وأحكام الاستبدال للعضو الأساسي بالبرنامج.
كما يمكن استبدال أميال المكافآت لصالح واحد أو أكثرمن أفراد العائلة المدرجين ضمن عضوية العضو الأساسي في الفرسان.

## مستويات العضوية
لبرنامج الفرسان ثلاث مستويات وهي كالآتي: المستوى الأزرق، المستوى الفضي (النخبة) والمستوى الذهبي (النخبة بلس)، وتتنوع الامتيازات حسب مستوى العضوية.

### مستوى الفرسان الأزرق
يبدأ الانضمام إلى برنامج الفرسان بمستوى العضوية الأزرق وهي مجانية وسارية مدى الحياة. مما يضمن التمتع بمزايا وفوائد متعددة كاكتساب أميال المكافآت عند السفر مع«السعودية» أو عبر العروض المقدمة من شركاء برنامج الفرسان.

### مستوى الفرسان الفضي (النخبة)
يتمتع أصحاب العضوية الفضية (النخبة) بجميع المزايا التي يحصل عليها أعضاء الفرسان بالمستوى الأزرق بالإضافة إلى المزايا الإضافية الخاصة عند الطيران على متن «السعودية» وشركاء تحالف«سكاي تيم». إضافة إلى زيادة بنسبة 25% في أميال المكافآت وذلك على جميع الرحلات المؤهلة.
للحصول على عضوية الفرسان الفضية (النخبة)، يجب اكتساب 25 ألف ميل من أميال تحديد مستوى العضوية أو تحقيق 20 رحلة دولية على متن رحلات «السعودية» خلال سنة ميلادية واحدة.
وللاحتفاظ بمستوى العضوية والاستفادة من جميع مزاياها يجب اكتساب 20 ألف ميل من أميال تحديد مستوى العضوية أو تحقيق 15 رحلة دولية على متن رحلات «السعودية» أو على رحلات الخطوط الشركاء في تحالف «سكاي تيم» خلال السنة الميلادية التالية.
فترة سريان العضوية الفضية (النخبة) تبدأ من تاريخ التأهل لدرجة العضوية الأعلى وحتى شهر ديسمبر من سنة ثانية لاحقة. بينما فترة صلاحية تجديد بطاقة العضوية الفضية هو 12 شهرا، اعتبارا من شهر يناير من كل سنة ميلادية وحتى شهر ديسمبر من السنة التي تليها.

### مستوى الفرسان الذهبي (النخبة بلس)

طائرة الخطوط السعودية من طراز بوينغ 777 عام 2012، بشعار تحالف سكاي تيم

بالإضافة إلى مزايا وفوائد عضوية الفرسان بالمستويين الأزرق والفضي (النخبة)، يتمتع أعضاء الفرسان بالمستوى الذهبي (النخبة بلس) بامتيازات إضافية ومنها الحصول على زيادة بنسبة 50% من أميال المكافآت على جميع الرحلات المؤهلة، مما يسهل حصولهم على المزيد من المكافآت وتمتعهم بخدمات راقية.
للحصول على عضوية الفرسان الذهبية (النخبة بلس)، يجب اكتساب 50 ألف ميل من أميال تحديد مستوى العضوية أو تحقيق 40 رحلة دولية على متن رحلات «السعودية» أو على رحلات خطوط شركاء التحالف «سكاي تيم» خلال سنة ميلادية واحدة.
وللاحتفاظ بمستوى العضوية الذهبية (النخبة بلس) والاستفادة من جميع مزاياها يجب اكتساب 40 ألف ميل من أميال تحديد مستوى العضوية أو تحقيق 30 رحلة دولية على متن رحلات «السعودية» أو على رحلات خطوط شركاء التحالف «سكاي تيم» خلال السنة الميلادية التالية. فترة سريان العضوية أو الذهبية (النخبة بلس) تبدأ من تاريخ التأهل للعضوية الأعلى وحتى شهر ديسمبر من السنة اللاحقة.
فترة سريان العضوية الذهبية (النخبة بلس) تبدأ من تاريخ تأهلكم لدرجة العضوية الأعلى وحتى شهر ديسمبر من السنة التي تليها. بينما فترة صلاحية تجديد بطاقة العضوية الذهبية (النخبة بلس) هو 12 شهرا، اعتبارا من شهر يناير من كل سنة ميلادية وحتى شهر ديسمبر من السنة التي تليها.
مزايا وفوائد العضوية الفضية (النخبة) والذهبية (النخبة بلس):
يمكن لأعضاء الفرسان في المستويين الفضي (النخبة) والذهبي (النخبة بلس) أيضا الحصول على فوائد ومزايا إضافية مع شركائنا في تحالف شركات الطيران «سكاي تيم». وقد خصص مسمى «سكاي تيم النخبة» لأعضاء المستوى الفضي بينما خصص مسمى «سكاي تيم النخبة بلس» لأعضاء المستوى الذهبي حيث يضمن ذلك للأعضاء خدمتهم على الوجه الأمثل عند الطيران على أي من رحلات شركاء «سكاي تيم» حول العالم.
المستوى الفضي «النخبة»:
العضوية الفضية (النخبة) تمنح العضو العديد من المزايا والخدمات الحصرية مع «السعودية» وشركائها في تحالف “سكاي تيم”.
فوائد المستوى الفضي:
أميال مكافآت إضافية
- يحصل أعضاء المستوى الفضي (النخبة)على زيادة بنسبة 25% من أميال المكافآت وذلك على جميع رحلاتهم على متن «السعودية» والرحلات المؤهلة مع الشركاء بشبكة «سكاي تيم».

الاستضافة بصالات الفرسان/ وصالات سكاي تيم

#### الرحلات الدولية
| الصالة                                                          | درجة السفر   | حامل البطاقة | عضو العائلة المسجل* | الضيف* |
| --------------------------------------------------------------- | ------------ | ------------ | ------------------- | ------ |
| صالات الفرسان                                                   | درجة الضيافة | ✓            | 1                   | 0      |
| صالات الفرسان                                                   | درجة الأعمال | ✓            | 2                   | 0      |
| صالات الفرسان                                                   | الدرجة الولى | ✓            | 3                   | 0      |
| صالات سكاي تيم (في مطارات لندن واسطنبول وسيدني وهونج كونج ودبي) |              | ✓            |                     |        |

- يجب أن يكون عضو العائلة المسجل مسافر على نفس الرحلة مع حامل البطاقة.
- يجب أن يكون الأعضاء مسافرين على متن إحدى رحلات «السعودية» أو تحالف «سكاي تيم» حتى يتاح لهم الدخول إلى الصالات.

##### الرحلات الداخلية
- حامل البطاقة هو الوحيد الذي يمكنه الدخول إلى صالات الفرسان في جدة والرياض والدمام

أولوية على قائمة الانتظار
- في حالة عدم توفر حجز لرحلتك على متن «السعودية» أو شركاء في تحالف «سكاي تيم»، ستتمتع بأولوية على قائمة الانتظار للرحلات، مما يوفر فرصة أكبر لتأكيد الحجز.

في المطار
إنهاء سريع لإجراءات السفر [2]
- يحق لأعضاء الفرسان بالمستوى الفضي (النخبة) الحصول على خدمة أسرع لإنهاء إجراءات السفر لدى منصات المعاينة لدرجة رجال الأعمال أو التي تحمل شعار «سكاي تيم النخبة» (SkyTeam Elite)) بغض النظر عن درجة تذكرة السفر. وذلك من خلال السفر مع «السعودية» أو أي خطوط طيران في تحالف «سكاي تيم».

أولوية الصعود للطائرة [3]
- يحق لأعضاء المستوى الفضي (النخبة) (SkyTeam Elite) الحصول على خدمة مميزة عند الصعود للطائرة مع ميزة «سكاي برايوريتي» SkyPriority) وذلك على كافة رحلات «السعودية» وشركائها بشبكة «سكاي تيم».

أولوية السفر من دون حجز مسبق [3]
- تضمن عضوية برنامج الفرسان لحاملي البطاقة الفضية أولوية على قائمة السفر من دون حجز مسبق.

وزن إضافي مجاني
- يسمح لأعضاء المستوى الفضي (النخبة) بقطعة إضافية واحدة من الأمتعة على كل رحلات السعودية ورحلات الخطوط الشريكة في تحالف «سكاي تيم».

(يُسمح لأعضاء الذهبي والفضي بحمل قطعة واحدة إضافية؛ على أن يكون الوزن الأقصى هو 32 كغم للدرجة الأولى ودرجة رجال الأعمال، و23 كغم لدرجة الضيافة. في الرحلات الدولية التي تتم على متن طائرات A320، سوف يتم السماح بقطعة واحدة فقط إضافية مجاناً على ألا يزيد وزنها عن 23 كجم. .لرحلات الخطوط الشريكة في تحالف "سكاي تيم، يُرجى مراجعة الموقع الإلكتروني الخاص بشركة الطيران العضوة في تحالف سكاي تيم لمعرفة المزيد من المعلومات.)[4]
المستوى الذهبي «النخبة بلس»:
تتميز العضوية الذهبية «سكاي تيم النخبة بلس» باضافة خدمات جديدة ومتميزة على رحلات «السعودية» وشركائها في تحالف «سكاي تيم» المزيد من الرفاهية. حيث تم تصميم خدمتها بعناية فائقة تتجاوز توقعات المسافر.
فوائد المستوى الذهبي:
أميال مكافآت إضافية
- يحصل أعضاء المستوى الذهبي (النخبة بلس) على زيادة بنسبة 50% من أميال المكافآت وذلك على جميع رحلاتهم على متن «السعودية» والرحلات المؤهلة مع الشركاء بشبكة «سكاي تيم».[5]

الاستضافة بصالات الاستراحة بالمطارات

#### الرحلات الدولية
| الصالة                       | درجة السفر   | حامل البطاقة | عضو العائلة المسجل* | الضيف* |
| ---------------------------- | ------------ | ------------ | ------------------- | ------ |
| صالات الفرسان                | درجة الضيافة | ✓            | 1                   | 1      |
| صالات الفرسان                | درجة الأعمال | ✓            | 2                   | 1      |
| صالات الفرسان                | الدرجة الولى | ✓            | 3                   | 1      |
| صالات شركاء تحالف "سكاي تيم" |              | ✓            |                     | 1      |

- يجب أن يكون عضو العائلة المسجل مسافر على نفس الرحلة مع حامل البطاقة
- يجب أن يكون الأعضاء مسافرين على متن إحدى رحلات «السعودية» أو تحالف «سكاي تيم» حتى يتاح لهم الدخول إلى الصالات.

##### الرحلات الداخلية
- حامل البطاقة هو الوحيد الذي يمكنه الدخول إلى جميع الصالات الداخلية المتاحة.

 أولوية على قائمة الانتظار [2]
- في حالة عدم توفر حجز لرحلتك على متن «السعودية» أو أي من الشركاء في تحالف «سكاي تيم» ستتمتع بأولوية على قائمة الانتظار للرحلات، مما يوفر فرصة أكبر لتأكيد الحجز.

في المطار:
إنهاء سريع إجراءات السفر [3]
- يحق لأعضاء الفرسان بالمستوى الذهبي «وسكاي تيم النخبة بلس» الحصول على خدمة أسرع لإنهاء إجراءات السفر لدى منصات المعاينة للدرجة الأولى أو التي تحمل شعار سكاي تيم النخبة بلس (SkyTeam ElitePlus) بصرف النظر عن مستوى درجة تذكرة السفر، وذلك من خلال السفر مع «السعودية» أو أي خطوط طيران في تحالف «سكاي تيم».

أولوية الصعود للطائرة [3]
- يحق لأعضاء المستوى الذهبي «وسكاي تيم النخبة بلس» (SkyTeam Elite Plus) الحصول على خدمة مميزة عند الصعود للطائرة مع ميزة «سكاي برايوريتي» (SkyPriority) وذلك على كافة رحلات «السعودية» وشركائها بشبكة «سكاي تيم».

أولوية السفر من دون حجز مسبق [3]
- تضمن عضوية برنامج الفرسان لحاملي البطاقة الذهبية أولوية على قائمة السفر من دون حجز مسبق.

وزن إضافي مجاني
- يسمح لأعضاء المستوى الذهبي (النخبة بلس) بقطعة إضافية واحدة من الأمتعة على كل رحلات السعودية ورحلات الخطوط الشريكة في تحالف «سكاي تيم».[4]

(يُسمح لأعضاء الذهبي والفضي بحمل قطعة واحدة إضافية؛ على أن يكون الوزن الأقصى هو 32 كغم للدرجة الأولى ودرجة رجال الأعمال، و23 كغم لدرجة الضيافة. في الرحلات الدولية التي تتم على متن طائرات A320، سوف يتم السماح بقطعة واحدة فقط إضافية مجاناً على ألا يزيد وزنها عن 23 كجم. .لرحلات الخطوط الشريكة في تحالف "سكاي تيم، يُرجى مراجعة الموقع الإلكتروني الخاص بشركة الطيران العضوة في تحالف سكاي تيم لمعرفة المزيد من المعلومات.)[4]

## شركاء برنامج الفرسان
يحظى برنامج الفرسان بمجموعة كبيرة من الشركاء ومنهم شركاء تحالف «سكاي تيم» وشركاء تجاريين عالميين الذين يقدمون خدمات متنوعة لكي تكون تجربة السفر مع «السعودية» متميزة بالإضافة إلى الاستفادة من العروض والمزايا الحصرية والمقدمة من شركاء البرنامج.

### شركاء تحالف «سكاي تيم»
بعد انضمام «السعودية» إلى تحالف شركات الطيران “سكاي تيم” أصبح بامكان أعضاء الفرسان الوصول إلى شبكة واسعة من خطوط الطيران العالمية، بالإضافة إلى الحصول على الأميال واستبدالها عبر شبكة “سكاي تيم” التي توفر تقريباً 16,609 رحلة يومية تغطي أكثر من 1074 وجهة في 177 دولة.
كذلك يوفر برنامج “سكاي تيم” فوائد ومزايا متعددة لأعضاء الفرسان من المستوى الفضي “سكاي تيم النخبة “ (SkyTeamElite) وكذلك الذهبي سكاي تيم النخبة بلس” (SkyTeam ElitePlus)". وأيضاً يمكن لأعضاء الفرسان في المستوى الذهبي الدخول لصالات «سكاي تيم» والبالغ عددها +600 صالة حول العالم.
القائمة التالية توضح شركات الطيران في تحالف «سكاي تيم» :
- - ايروفلوت
  - ايرومكسيكو
  - اير يوروبا
  - اير فرانس
  - الخطوط الجوية الإيطالية
  - طيران الصين
  - الخطوط الجوية الصينية الشرقية
  - خطوط جنوب الصين الجوية
  - الخطوط الجوية التشيكية
  - دلتا ايرلاينز
  - الخطوط الجوية الكينية
  - الخطوط الجوية الملكية الهولندية - كيه ال ام

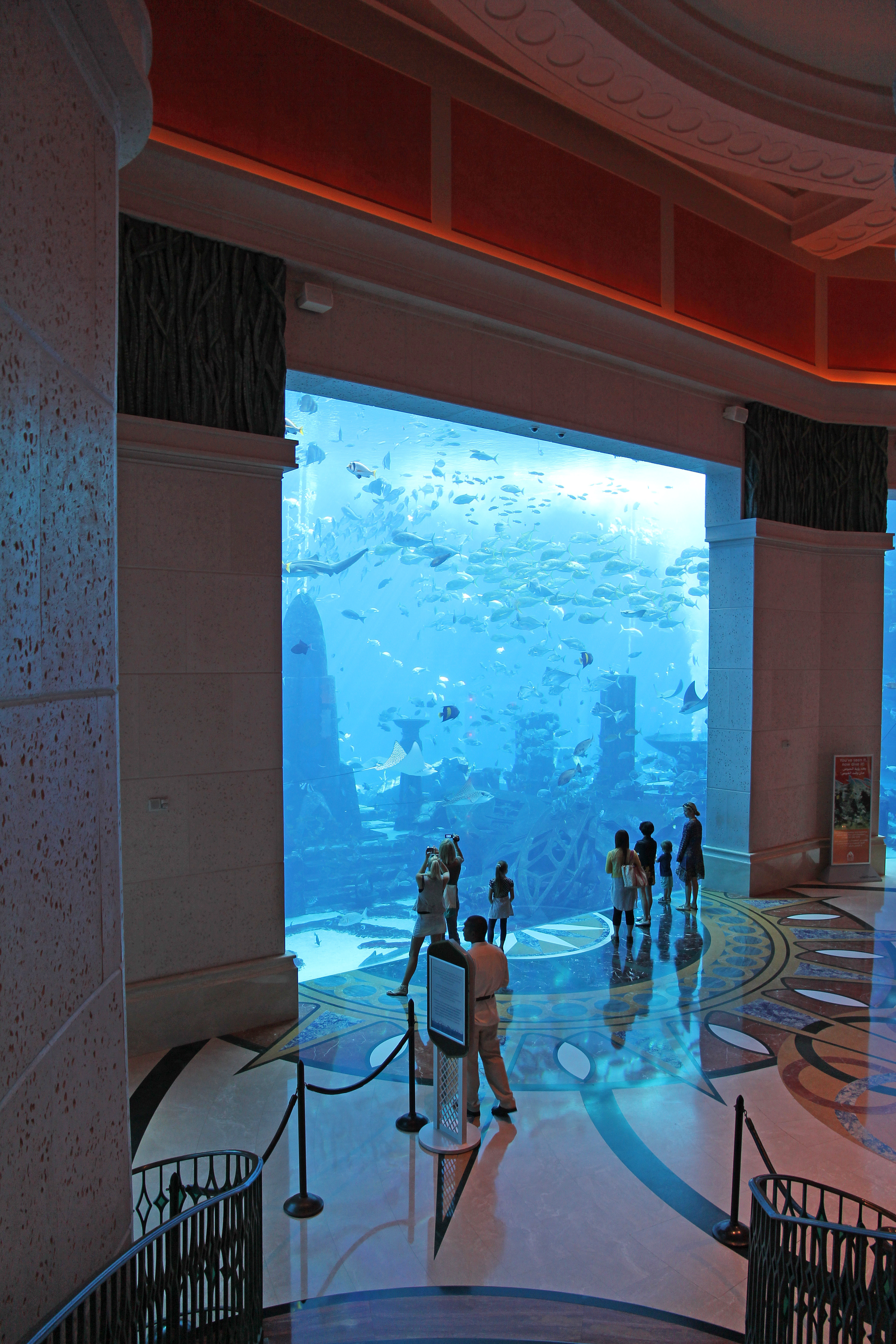
حوض السمك في أتلانتس دبي

  - الخطوط الجوية الكورية
  - طيران تاروم
  - الخطوط الجوية الفيتنامية
  - طيران الشرق الأوسط
  - الخطوط الجوية الأرجنتينية
  - خطوط زيامن الجوية
  - خطوط جارودا إندونيسيا
  - السعودية

#### شركاء الفرسان في مجال الفنادق
يجب ذكر رقم عضوية الفرسان عند الحجز وإنهاء إجراءات السفر وذلك لاكتساب أميال المكافآت مع أحد شركائنا من الفنادق المنتشرة في أرجاء العالم.		 	
- - اتلانتس النخلة، دبي
  - روتانا
  - موفنبيك
  - مجموعة فنادق انتركونتينتال
  - شانغريلا
  - هيلتون
  - ستاروود
  - جولدن توليب
  - منتجعات ون اند اونلي
  - منتجع شاطئ مازاقان
  - مجموعة فنادق ويندهام
  - شركة ماريوت العالمية

##### بطاقات الفرسان الائتمانية
توفر بطاقات الفرسان الائتمانية ذات العلامة التجارية المشتركة للاعضاء فرص سهلة ومتعددة لكسب المزيد من أميال مكافآت الفرسان في كل مرة تستخدمونها. ويمكن للاعضاء الاستفادة من مزايا حصرية رائعة والحصول على أميال أكثر لاستبدالها بمكافآت الفرسان.
- مصرف الراجحي

مزايا بطاقة الفرسان الائتمانية «مسبقة الدفع» من مصرف الراجحي
بطاقة الفرسان من مصرف الراجحي، بحد ائتماني منخفض قدره 50 ريال صُممت خصيصاً لعملاء المصرف الراغبين في الاستفادة من شراكة المصرف مع الخطوط الجوية العربية السعودية عبر برنامج الفرسان، سواءً كنت تريد التسوق أو الشراء عبر الإنترنت أو السفر فإنها بطاقة تعطيك مزايا أكثر مما تتوقع وبدون شروط إضافية. بالإضافة إلى المميزات التالية:
- ميل جوي واحد (1) مجاناً في برنامج الفرسان لكل 5 ريالات تنفق باستخدام البطاقة
- خصومات فورية ومميزة عند الشراء داخل المملكة وأيضا خارجها لدى العديد من المتاجر والفنادق
- أقل سعر لتحويل العملات عند الاستخدام في الخارج
- سهولة التحويل إلى حساب البطاقة عبر خدمة «المباشر للأفراد»
- متوافقة مع أحكام الشريعة الإسلامية
- سامبا

عند استخدام بطاقة سامبا الفرسان الائتمانية لتسديد قيمة أي خدمة من خدمات شركاء الفرسان أو لتسديد قيمة مشتريات العضو، يمكنه الحصول عل أميال المكافآت من الشركاء وأميال مكافآت من سامبا مع التمتع في ذات الوقت بمعايير عالية وخدمة عالمية. متوفرة مع بطاقة الفرسان الائتمانية البلاتنية أو التيتانيوم حيث تقدم هذه البطاقات العالمية مزايا متعددة كبرنامج التقسيط الشهري واكتساب أميال المكافآت
- البنك الأهلي التجاري

يستطيع الاعضاء اختيار أي من بطاقات الفرسان الائتمانية من البنك الأهلي التجاري الذهبية، البلاتينية أو التيتانيوم، حسب ما يناسب احتياجاتهم لتسديد خدمات شركاء الفرسان وكافة مشترياتهم الأخرى، إضافة إلى الاستفادة من مميزات متعددة والتمتع باكتساب أميال المكافآت.

###### شركاء الفرسان في مجال تأجير السيارات
يتوجب تقديم رقم عضويتكم في برنامج الفرسان عند قيامكم بحجز إيجار سيارة لدى أي من شركائنا من شركات تأجير السيارات واكتساب مزيد من أميال مكافآت الفرسان وفوائد حصرية لأعضاء الفرسان.
- - سيكست
  - هيرتز
  - ايفيس
  - بدجت

###### شركاء الفرسان في مجال الاتصالات
- - قطاف (شركة الاتصالات السعودية).
  - خدمة TRAVELLING CONNECT

## أعضاء الفرسان
بلغ إجمالي عدد أعضاء برنامج الفرسان المخصص لعملاء «السعودية» دائمي السفر بنهاية عام 2016 م أكثر من (5) ملايين عضو. كما بلغ عدد المكافآت الصادرة العام الماضي أكثر من (65.343) تذكرة شملت جميع الدرجات بالإضافة إلى ترقيات درجات السفر.
أوضح ذلك مدير عام برنامج الفرسان الأستاذ / حسين إبراهيم قميري، عن مبادرتين جديدتين تتمثّلان في تدشين البطاقة الافتراضية (virtual card)، وإضافة باقة خدمات البرنامج في التحديث الأخير لتطبيق “السعودية” على الأجهزة الذكية
تعد البطاقة الافتراضية (virtual card) خدمة جديدة تتوفّر على أجهزة الهواتف الذكية لأعضاء “الفرسان”، ومن خلالها سيتمكّن العضو بسهولة من الوصول إلى بطاقة العضوية دون الحاجة إلى البطاقة البلاستيكية التي كانت تُستَخدم سابقًا، وذلك بهدف تسهيل العمليات التي يقوم بها الأعضاء، وتوفير الخدمات في أقل وقت وبكفاءةٍ أعلى، إلى جانب توفير الرمز الشريطي (QR code) في بطاقة العضو عند دخوله إلى صالات الفرسان، أو استخدام البطاقة الافتراضية في الاستفادة من الخدمات المميزة للشركاء التجاريين للبرنامج”.
وأوضح قميري أن البطاقة الافتراضية تُرسَل إلى الأعضاء عبر البريد الإلكتروني ليتسنّى للعضو حفظها على هاتفه الذكي، سواء كان من أجهزة (Apple)، حيث يوجد تطبيق خاص في هذا النوع من الأجهزة يسمى بالمحفظة (Wallet) لحفظ البطاقات الإلكترونية، أو عبر أجهزة (Android)، حيث يوجد عدد من التطبيقات المتاحة على متجر (Google play)، ويطلق عليها المحفظة الإلكترونية (E-Wallet)، مضيفًا كذلك أن البطاقة تتوفر أيضًا على تطبيق “السعودية” الجديد.

## وصلات خارجية
- موقع برنامج الفرسان (برنامج المسافر الدائم) لطيران «السعودية»
- «السعودية» الموقع الرسمي

## هامش
- [1] هذه الخدمة متاحة فقط على رحلات مختارة مع الشركاء في«سكاي تيم» بشرط توفرها.
- [2] هذه الخدمة متاحة فقط على رحلات الشركاء في تحالف «سكاي تيم» بشرط توفر قبول قوائم الانتظار الخاصة برحلة عضو برنامج الفرسان.
- [3] يرجى زيارة الموقع الإلكتروني للفرسان قسم «سكاي تيم» لمعرفة مزيد من المعلومات حول الإنهاء السريع لإجراءات السفر والأحكام والشروط المطبقة على رحلات الشركاء في "سكاي تيم.
- [4] يتم احتساب مبلغ إضافي عند زيادة وزن القطعة الإضافية عن 23 كيلوغرام بما لا يتجاوز 32 كيلوغرام .